# Pedro Macanaz
Pedro Macanaz Macanaz (Hellín, 6 de julio de 1764 - Hellín, 6 de noviembre de 1830) fue un diplomático y político español.

## Biografía
Era hijo del capitán de caballería Antonio Macanaz Garay y de María Maximiliana Macanaz Curtois, que a su vez era hija de Melchor de Macanaz. 
Tras completar su formación en París, fue agregado en la embajada de España en San Petersburgo (17 de abril de 1785), de donde volvió para desempeñar un puesto de oficial en la Primera Secretaría de Estado y del Despacho (4 de enero de 1789). En 1794 fue intendente de Hacienda en Jaén, y en 1796 volvió a ocupar un puesto en la corte, en el Tribunal de la Contaduría Mayor de Cuentas. Además, entre 1800 y 1803, ministro de la Junta del Montepío de Reales Oficinas. En 1789 y 1802 realizó sendas peticiones en defensa de la memoria de su abuelo.
Acompañó a la familia real a Francia y estuvo presente en las abdicaciones de Bayona (mayo de 1808). Tras un breve encierro en el castillo de Vincennes, pasó la Guerra de la Independencia en París. Estuvo presente en el tratado de Valençay (diciembre de 1813) y realizó otras negociaciones diplomáticas y financieras.
De vuelta a España fue uno de los impulsores del Manifiesto de los Persas, y Fernando VII, de quien era uno de los principales consejeros, le nombró secretario del Despacho de Gracia y Justicia, cargo que ocupó entre mayo y noviembre de 1814. Las razones de su caída en desgracia se expresaron extensamente en el Real Decreto de 25 de noviembre de 1814. Fue recluido dos años en el castillo de San Antón (La Coruña). Intentó recuperar el favor real en 1820 y 1823, pero no consiguió volver a ocupar ningún cargo hasta que fue nombrado miembro del Consejo de Estado (19 de mayo de 1826). En 1828, por razones de salud, pidió permiso para residir en Hellín y acudir a los baños de Archena.